# 吳孟達
吳孟達（英語：Ng Man Tat，1952年1月2日—2021年2月27日），香港演員，生於福建廈門，五歲移居香港，1974年畢業於無綫電視藝員訓練班第3期，以《天若有情》拿下第10屆香港電影金像獎最佳男配角，並與周星馳合作無厘頭喜劇為人熟知。因應喜劇熱潮冷卻，2010年代轉往中國大陸發展。

## 生平

### 早年生活
吳孟達1952年1月2日生於福建廈門，母語為閩南語。五歲那年正值逃港潮，吳孟達隨父母及胞姊移居香港，另有兩名胞弟（二弟利達、三弟鴻達），父親在西環南北行工作。吳孟達早年在香港島南區香港仔魚類批發市場的板間房生活，後移居漁光邨順風樓，為該屋邨初期入伙的居民。曾就讀聖伯多祿學校（首五屆校友，毗鄰香港仔聖伯多祿堂）及當時位於田灣街22號的天主教福利會聖高弗烈職業訓練中心（即後來的明愛聖高弗烈職業先修學校及明愛莊月明中學），在學期間修讀機械課程，以學習一技之長幫補家計。他對演戲的興趣始於小時候到香島戲院觀看電影，漸漸喜歡模仿電影角色而得來。亦因此而變得無心向學，希望能像電影明星般有不錯的前景。當他1967年修畢3年制機械訓練文憑後便投身社會工作。

### 入行經過
吳孟達有一次留意到無綫電視播出的劇集《民間傳奇》，劇中一位演出者是其當暑期工時的蠟像館同事、1972年第1期無綫電視藝員訓練班畢業生林偉圖。因自覺可以像對方一樣有條件成為藝人，於是在1973年投考了首次不設報名年齡限制的第3期無綫電視藝員訓練班，同期考入者還有周潤發、盧海鵬和名導演林嶺東，以第五名的成績畢業。:1511974年即已開始在無綫電視參與演出，參演無數但幾乎都是配角。他最早的演出乃《民間傳奇》系列；直至1979年憑著演出《楚留香傳奇》的「胡鐵花」一角，才開始受到注意。
據吳孟達自言剛出道時的他，因狂傲不羈豪賭成性，1980年時不僅欠下30萬元港幣的高額賭債，更無戲可接，一度想到城門水塘自殺。:151後來他修心養性，研读俄国戏剧家斯坦尼斯拉夫斯基的著作《演员的自我修养》和翻译家郑君里的著作《角色的诞生》，重新努力研究演技，終於成功再起，並清還賭博的債務。他不但重新出現在電視熒幕上，1981年更參演了其生平第一部電影《執法者》。吳孟達後來回憶，很感謝周潤發當初不借他錢，不然不會有今天的他。

### 事業高峰
吳孟達畢生作品以粵語電影為主，僅有在台灣和馬來西亞時與幕後工作人員講自己的母語閩南語。吳孟達在電影生涯數十年，只有《賭聖延續篇：賭霸》及《導火新聞線》是第一男主角，大部份都是配角，有少數是第二男主角，屬於典型的配角演員。但相對其他專任配角的演員，吳孟達卻是少數靠演配角而紅遍華人社會的演員。他有不少電影都由其他影星主演，諸如張學友、劉德華等等，但大多影迷對吳孟達的印象，還是周星馳主演的電影。他最廣為人所知，是在1989年與周星馳合演《蓋世豪俠》和《他來自江湖》中的搞笑演出，這些演出開啟了情同父子的兩人在螢幕上長達十餘年的合作關係。自此吳孟達走紅起來，連帶日後所拍的電影，也幾乎都是由周星馳主演。由1990年起吳孟達便憑著與周星馳合作大獲成功，參演了多部周星馳電影，計有《整蠱專家》、《賭聖》、《賭俠》、《上海灘賭聖》、《逃學威龍》、《鹿鼎記》、《逃學威龍2》、《武狀元蘇乞兒》、《審死官》、《濟公》、《破壞之王》、《九品芝麻官》、《西遊記第壹佰零壹回之月光寶盒》、《西遊記大結局之仙履奇緣》、《百變星君》、《食神》、《喜劇之王》、《少林足球》、《行運一條龍》等等。1992年周星馳主演的五部電影包辦了該年度票房榜首的前五名，其中三部亦都有吳孟達參與演出。
1984年，吳孟達在梁朝偉、劉青雲、張曼玉、劉嘉玲主演的电视剧《新扎師兄》中出演警察学校导师葉昌華，让观众和行内人看到他已经脱胎换骨。
1987年，吳孟達在吳宇森和徐克執導的動作片《英雄本色II》中出演黑幫老大。
1988年，吳孟達在袁和平執導，張學友、甄子丹、鄭裕玲主演的《特警屠龍》裡出演一名緝毒警察。同年，吳孟達和周星馳在古装喜剧剧集《盖世豪侠》首次合作，吴孟达一人分饰两角：一个是走火入魔而变得不男不女的古艳阳，一个是“正常人”古峰。
1989年，吳孟達和周星馳在TVB台庆剧《他來自江湖》再度合作，出演一對父子，為了增加演技，兩人常常去海邊偷聽情侶聊天和去飯店觀察客人。:151同年，他在王晶執導，周潤發主演的劇情片《賭神》中出演花柳成。也在杜琪峰執導，周潤發主演的劇情片《阿郎的故事》中出演龍五。
1990年，吳孟達開始活躍於電影界，吳孟達出演周星馳主演的《賭聖》配角黑仔達，獲得香港電影金像獎最佳男配角的提名。《賭聖》取得破4000萬港元的票房，高於《賭神》的3600萬港元票房，刷新了香港票房纪录。同年，他在《賭俠》中仍然出演黑仔達。次年，吳孟達在劉德華主演的《天若有情》中出演配角底层小混混太保，憑著這次演出終獲得金像獎最佳男配角獎。
1991年，吳孟達又參加了《賭俠》的續集《賭俠II之上海滩賭聖》。吳孟達在《賭聖延續篇：賭霸》中出演三叔。吳孟達在《武狀元蘇乞兒》中出演蘇燦（周星馳飾）的父親。王晶邀請其參演《整蠱專家》。同年，在陳嘉上執導的《逃學威龍》出演曹達華，這部電影是該年香港票房冠軍。吳孟達在《跛豪》中出演黑道人物金牙炳，該片是香港票房第三名，僅次於《逃學威龍》和《飛鷹計劃》。吳孟達第一次和林志穎在《逃學外傳》中合作，主演秦主任。吳孟達還給《非洲和尚》任解說。
1992年，吳孟達出演了多部電影。吳孟達參加《逃學威龍》續集《逃學威龍2》，在片中出演重案組之虎曹達華。吳孟達在《審死官》中出演何汝大。吳孟達在《鹿鼎記》中出演宦官海大富。吳孟達在曾志偉執導，劉德華、林青霞主演的電影《絕代雙驕》中出演李大嘴，在片中和葉德嫻是對手戲。吳孟達和劉德華、呂良偉、王祖賢、葉德嫻、向華強合作了由蔣家俊執導的劇情片《廟街十二少》。吳孟達和吳家麗、鄭秀文、張學友合作了《飛虎精英之人間有情》。吳孟達和張敏、元彪合拍了金庸武俠小說改編的《新碧血劍》。吳孟達和黃秋生、于榮光、朱茵合作了《的士判官》。吳孟達在譚詠麟主演，李力持執導的《黃飛鴻笑傳》中出演牙擦蘇。吳孟達和甄子丹合作了《蘇乞兒》。吳孟達客串劉青雲、周慧敏、黃秋生主演的《女校風雲之邪教入侵》。
1993年，吳孟達在神話片《濟公》中出演伏虎羅漢。同年，吳孟達和譚詠麟繼續合作了《黃飛鴻對黃飛鴻》。吳孟達、梁家輝、林志穎、張學友、張曼玉、張敏、葉蘊儀合作了《神經刀與飛天貓》。
1994年，吳孟達和黎明在劉振偉執導的《都市情緣》中搭配出演父子，取得不錯的票房和口碑，在韓國大受歡迎。吳孟達和導演朱延平、童星郝劭文、釋小龍合作了《蜡筆小小生》、《笑林小子2：新乌龙院》、《新烏龍院2無敵反斗星》、《中國龍》、《黃金島歷險記》，其中《笑林小子2之新烏龍院》在台灣票房達到2億多台幣。吳孟達在《九品芝麻官之白面包青天》中出演包有為，在《破壞之王》中出演鬼王達。
1995年，吳孟達和周星馳合作了四部電影，他在《百變星君》中出演廁所達，在《賭聖2之街頭賭聖》中出演黑仔達，在《西遊記第壹佰零壹回之月光寶盒》和《西遊記大結局之仙履奇緣》中出演二當家。
1996年，吳孟達在周星馳主演的電影《食神》中出演大型餐飲集團“大快樂”老闆。同年，他和吳奇隆合作由朱延平執導的《漫畫王》。
1998年，吳孟達在李力持執導的電影《行運一條龍》中出演李老闆。同年，吳孟達和吳奇隆在朱延平執導的《天生絕配》中出演大師兄。
1999年，吳孟達在《喜劇之王》中出演臥底警察阿毛。
2000年，吳孟達和釋小龍合作了《真味小廚王》。
2001年吳孟達在《少林足球》中出演足球隊教練明鋒，《少林足球》更再度破了歷來港產片票房紀錄，達6000多萬港元。《少林足球》是吳孟達和周星馳最後一次合作。同年，吴孟达和曹骏一同参演古装剧《九岁县太爷》，出演陈青云。吴孟达也在張衛健主演的《小寶與康熙》中出演海大富。

### 與周星馳不和之傳聞
2001年《少林足球》殺青之後，傳出吳孟達與周星馳不和之消息。2004年周星馳開拍《功夫》時，又再次傳聞兩人不和，使吳孟達再沒有與周星馳合作。吴孟达曾公开表示：“《功夫》的主角本来是我⋯周星驰让我演主角我才演”，不過吳孟達之後曾在訪問中提及兩人並未交惡，但因交友圈已不同而漸行漸遠。吳孟達表示昔日的友情和默契已不復見，可能是大家身份和想法已經不同，並形容有一點老死不相往來的感覺，但對於現況還是有一些遺憾，希望能跟對方坐下來談談。2011年，吴孟达做客《鲁豫有约》，在谈到周星驰时说“只要我不死，他还没退休，我们还会再合作”，然而直到吴孟达去世，两人也没能再次合作。吳孟達亦提及周星馳邀請他演出《美人魚》但他當時身體狀況仍欠佳，所以只能拒絕演出。尽管各种各样的传闻众多，但周星驰仍在吴孟达因病逝世后出席了他的喪礼并敬献花圈，上面写道“吴孟达先生千古永远怀念”。

### 中國大陸發展
吴孟达的專用国语配音员是台湾配音员胡立成。
2004年，吴孟达、叮当、曾志伟、舒畅、张默、盖丽丽合作出演了高林豹执导的古装动作喜剧《少年大钦差》，他仍然出演陈青云，该剧是《九岁县太爷》的续集。
2009年8月，吴孟达出演3D电影《胡桃夹子》。2011年3月，他主演的喜剧电影《大人物》上映。
2015年，吳孟達在《導火新聞線》中出演一位失去女兒、窮途末路的爸爸。
2015年9月3日，中國抗戰勝利70周年閱兵，吳孟達發微博稱「空談誤國！實幹興邦！近平同志的發言鼓舞人心！正義必勝！和平必勝！人民必勝！我驕傲，我是中國人！我自豪，我是中共黨員！祝願偉大祖國昌盛富強！祝願偉大的中國人民幸福安康！」引起網民嘩傳。及後他在微博澄清是誤轉他人文字，強調非中共黨員。
2018年8月17日，吴孟达、郝劭文、王宁、孔连顺、王智、梁超、李欣蕊、曾志伟合作，朱延平执导的喜剧片《新乌龙院之笑闹江湖》上映。
2019年2月5日，吴孟达参演的科幻电影《流浪地球》上映，在片中出演韓朵朵（赵今麦飾）的爺爺、劉啟（屈楚萧飾）的外公韩子昂。
2020年11月，吴孟达参与录制浙江卫视真人秀《王牌对王牌》，节目于2021年2月12日播出。这是吴孟达最后一次在螢幕亮相。
2021年2月12日，吳孟達在唐季禮執導的网络电影《少林寺之得宝传奇》首播，他出演配角客商老者。

### 患病及逝世
2014年，吳孟達曾因病毒感染而導致的心臟衰竭被送入留醫，更曾數度傳出烏龍死訊。當年3月28日，他感到氣喘而被朋友駕車送往香港浸會醫院檢查。結果發現心臟腫大，情況危急，原因與煙酒、空氣污染以及食物有關。期間病情多次達到生命邊緣的危險並進行搶救。本來他見過朋友介紹的中醫後不以為然，最終決定留醫。留醫一天後得到醫生批准，前往石家莊完成影視作品的拍攝過程，再靜心休養。
2020年，早前因被拍到面色蒼白而令健康狀況惹起揣測的吳孟達，再被傳媒拍到在超市購物的畫面，只見吳孟達雖然身形比以往清減不少，但仍健步如飛，健康狀況不俗。
2021年2月傳出罹患肝癌，2月27日17時17分，吳孟達因肝癌引發多重器官衰竭，在一眾親友陪同下於沙田大圍仁安醫院去世，享壽69岁。吳孟達影圈好友田啟文證實死訊，並表示將代表組織治喪委員會以不舉辦追思會。香港各大電視台在隨後數星期安排悼念特備節目及重播吳孟達生前主演的影視作品。
吳孟達早年為佛教徒，曾經公開說：「學佛不是迷信，是學佛的大智慧、大氣度。」到2015年為止都還是佛教徒。不過之後改信基督教，喪禮以基督教儀式舉行。

## 家庭
吳孟達在1976年與交往7年的麥莉莉結婚，兩人婚後生下一对雙胞胎女兒。但女方因不堪老公風流，於1994年申請離婚，結束这段长达18年的婚姻。
吳孟達在無綫工作時認識了盧少慈，但當時已有家室的吳孟達於1989年和盧少慈同居，兩人之間也生了一個女兒。
吳孟達於1993年赴新加坡拍攝《花田囍事》時認識了現任馬來西亞籍妻子侯珊燕（又名侯三妹）。兩人認識時間不長，但感情迅速升溫。兩人於1996年奉子成婚，生下了女兒楚瑜。2003年獨子韋侖出生，目前兒女都定居於馬來西亞新山。

## 演出作品
粗體字為標示主要角色

### 電影
| 年代   | 片名                         | 角色                   | 備註                             |
| 1975年 | 蠱惑佬尋春                   |                        |                                  |
| 1975年 | 綠帽唔怕戴                   |                        |                                  |
| 1976年 | 失魂炳與綽頭王               |                        |                                  |
| 1976年 | 瀛台泣血                     | 康廣仁                 |                                  |
| 1976年 | 你係得既                     |                        |                                  |
| 1976年 | 女人呢樣嘢                   |                        |                                  |
| 1977年 | 香港艾曼妞                   | 何厚貴                 |                                  |
| 1977年 | 大男人                       |                        |                                  |
| 1977年 | 走得快好世界                 |                        |                                  |
| 1977年 | 出術                         |                        |                                  |
| 1978年 | 狗咬狗骨                     | 阿達                   | 四名主角之一                     |
| 1978年 | 倚天屠龍記                   | 青牛                   |                                  |
| 1979年 | 各師各法                     |                        |                                  |
| 1981年 | 執法者                       | 麥基                   |                                  |
| 1981年 | 何方神聖                     |                        |                                  |
| 1982年 | 彈指神功                     |                        |                                  |
| 1983年 | 我對青春無悔                 | 梁Sir                  |                                  |
| 1983年 | 摧花者死                     | 沙膽洪                 |                                  |
| 1983年 | 同線車                       |                        |                                  |
| 1984年 | 停不了的愛                   | 波哥                   |                                  |
| 1984年 | 孖襟兄弟                     |                        |                                  |
| 1985年 | 瘋狂遊戲                     | 老闆-莫鐸              |                                  |
| 1985年 | 打工皇帝                     | 泡麵工廠余主任         |                                  |
| 1985年 | 我願意                       | 工廠的大哥             |                                  |
| 1985年 | 歡場                         | 妓女殺手               |                                  |
| 1985年 | 求愛反斗星                   |                        |                                  |
| 1985年 | 花女情狂                     |                        | 未列在名單                       |
| 1986年 | 魔翡翠                       |                        |                                  |
| 1986年 | 龍在江湖                     | 典獄長                 |                                  |
| 1987年 | 標錯參                       | 警司                   | 台譯：綁錯票                     |
| 1987年 | 英雄本色II                   | 黃正國                 |                                  |
| 1988年 | 特警屠龍                     | 警察德叔               |                                  |
| 1988年 | 天堂血路                     |                        |                                  |
| 1988年 | 霸王女福星                   |                        |                                  |
| 1989年 | 賭神                         | 花柳成（成哥）         |                                  |
| 1989年 | 殺手天使                     |                        |                                  |
| 1989年 | 殺手蝴蝶夢                   |                        |                                  |
| 1989年 | 奪寶龍虎鬥                   |                        |                                  |
| 1989年 | 血裸祭                       |                        |                                  |
| 1989年 | 富貴再三逼人                 | 金魚佬                 |                                  |
| 1989年 | 阿郎的故事                   | 阿龍                   |                                  |
| 1989年 | 龍虎家族                     |                        |                                  |
| 1989年 | 省港雙龍                     |                        |                                  |
| 1989年 | 奇蹟                         |                        |                                  |
| 1990年 | 賭聖                         | 三叔（黑仔達）         |                                  |
| 1990年 | 愛的世界                     | 保羅何                 |                                  |
| 1990年 | 午夜天使                     |                        |                                  |
| 1990年 | 香港舞男                     | 警察                   |                                  |
| 1990年 | 賭俠                         | 三叔（黑仔達）         |                                  |
| 1990年 | 天若有情                     | 太保                   |                                  |
| 1990年 | 血在風上                     | 達叔                   |                                  |
| 1990年 | 越軌行動                     |                        |                                  |
| 1990年 | 江湖最後一個大佬             | 阿達                   | 別名：夕陽武士                   |
| 1991年 | 贏錢專家                     | 三叔                   |                                  |
| 1991年 | 與龍共舞                     | 蒼蠅叔                 |                                  |
| 1991年 | 五億探長雷洛傳               | 豬油仔                 |                                  |
| 1991年 | 五億探長雷洛傳II之父子情仇   | 豬油仔                 |                                  |
| 1991年 | 夜生活女王霞姐傳奇           | 豬油仔                 |                                  |
| 1991年 | 沙灘仔與周師奶               | 周師奶                 | 台譯：專吊老千                   |
| 1991年 | 契媽唔易做                   | 達叔                   | 台譯：表姐當家                   |
| 1991年 | 賭聖延續篇：賭霸             | 三叔（黑仔達）         | 台譯：賭后                       |
| 1991年 | 表姐妳好嘢                   | 傅漢生                 |                                  |
| 1991年 | 豪門夜宴                     | 廚師                   |                                  |
| 1991年 | 新精武門1991                 | 三叔（黑仔達）         | 客串                             |
| 1991年 | 龍虎戲鳳                     | 吳孟達（自己）         |                                  |
| 1991年 | 贏錢專家                     | 三叔                   |                                  |
| 1991年 | 賭俠2之上海灘賭聖            | 三叔（黑仔達） 周大福  | 一人飾兩角                       |
| 1991年 | 整蠱專家                     | 車親仁（台譯：車川仁） | 台譯：整人專家                   |
| 1991年 | 逃學威龍                     | 曹達華                 |                                  |
| 1991年 | 非洲和尚                     |                        | 配音                             |
| 1991年 | 機boy小子之真假威龍          | 七爺                   | 台譯：龍神太子                   |
| 1991年 | 跛豪                         | 金牙炳                 |                                  |
| 1991年 | 契媽唔易做                   | 達叔                   |                                  |
| 1991年 | 帶子洪郎                     |                        |                                  |
| 1991年 | 表哥我來也                   | 九記                   |                                  |
| 1992年 | 飛虎精英之人間有情           | 肥波                   |                                  |
| 1992年 | 一代梟雄之三支旗             | 阿型                   |                                  |
| 1992年 | 伙頭福星                     | 波記（波叔）           |                                  |
| 1992年 | 逃學外傳                     | 秦主任                 | 台譯：逃學歪傳                   |
| 1992年 | 逃學英雄傳                   | 黑仔達                 |                                  |
| 1992年 | 車神                         | 老頑童                 |                                  |
| 1992年 | 審死官                       | 廣東知縣何汝大         | 台譯：威龍闖天關                 |
| 1992年 | 武狀元蘇乞兒                 | 廣州將軍               |                                  |
| 1992年 | 鹿鼎記                       | 海大富公公             |                                  |
| 1992年 | 逃學威龍2                    | 曹達華                 |                                  |
| 1992年 | 明月照尖東                   | 阿達                   |                                  |
| 1992年 | 女校風雲之邪教入侵           | 張博士                 |                                  |
| 1992年 | 絕代雙驕                     | 李大嘴                 |                                  |
| 1992年 | 真的愛妳                     | 乾爹                   |                                  |
| 1992年 | 群星會                       | 小達子                 |                                  |
| 1992年 | 廟街十二少                   | 唐秋水                 |                                  |
| 1992年 | 飛女正傳                     | 蟹王達                 |                                  |
| 1992年 | 機Boy小子之真假威龍          | 七爺                   |                                  |
| 1992年 | 黃飛鴻笑傳                   | 牙嚓蘇                 |                                  |
| 1993年 | 黃飛鴻對黃飛鴻               | 牙嚓蘇                 |                                  |
| 1993年 | 異域2                        | 老謝                   |                                  |
| 1993年 | 神經刀與飛天貓               | 白頭神探朱高正         | 台譯：九尾狐與飛天貓             |
| 1993年 | 水滸笑傳                     | 武大郎                 |                                  |
| 1993年 | 花田囍事                     | 雪仙父                 |                                  |
| 1993年 | 芝士火腿                     | 波比                   |                                  |
| 1993年 | 武俠七公主                   | 鬼醫                   |                                  |
| 1993年 | 一本漫畫闖天下2 妙想天開     | 包尾達                 |                                  |
| 1993年 | 新碧血劍                     | 辛樹                   |                                  |
| 1993年 | 的士判官                     | 麥西哥                 | 台譯：計程車屠夫                 |
| 1993年 | 濟公                         | 伏虎羅漢               |                                  |
| 1993年 | 千面天王                     | 多春魚                 |                                  |
| 1993年 | 馬路天使                     |                        |                                  |
| 1993年 | 情天霹靂之下集大結局         |                        |                                  |
| 1993年 | 一代梟雄之三支旗             | 阿型                   |                                  |
| 1993年 | 計程車屠夫                   | 麥西哥（警察）         |                                  |
| 1993年 | 笑八仙                       |                        |                                  |
| 1993年 | 蘇乞兒                       | 蘇關仁                 |                                  |
| 1994年 | 倫文敘老點柳先開             | 明校校長               | 前譯：流氓狀元                   |
| 1994年 | 笑林小子2：新乌龙院          | 大師兄                 |                                  |
| 1994年 | 燈籠                         | 黑社會殺手-黎勇        |                                  |
| 1994年 | 都市情緣                     | 梁忠                   | 台譯：叛逆小子                   |
| 1994年 | 九品芝麻官之白面包青天       | 包有為                 |                                  |
| 1994年 | 破壞之王                     | 鬼仔達                 | 台灣角色名：魔鬼筋肉人鬼王達     |
| 1995年 | 百變星君                     | 廁所達                 | 台譯：百變金剛                   |
| 1995年 | 西遊記第壹佰零壹回之月光寶盒 | 二當家                 |                                  |
| 1995年 | 西遊記大結局之仙履奇緣       | 豬八戒、狀元           |                                  |
| 1995年 | 中國龍                       | 田中胡                 |                                  |
| 1995年 | 賭聖2之街頭賭聖              | 三叔（黑仔達）         |                                  |
| 1995年 | 小飞侠                       | 大三元                 |                                  |
| 1995年 | 蠟筆小小生                   | 校工達叔               | 台譯：臭屁王                     |
| 1995年 | 95陀槍女警                   | 羅文達                 |                                  |
| 1995年 | 無敵反斗星                   | 老夫子（師兄）         |                                  |
| 1996年 | 頑皮炸彈                     | 雷達                   |                                  |
| 1996年 | 玩火                         |                        |                                  |
| 1996年 | 殺手三分半鐘                 |                        |                                  |
| 1996年 | 黃金島歷險記                 | 爸爸-朱義成            |                                  |
| 1996年 | 食神                         | 大快樂飲食集團老闆     |                                  |
| 1997年 | 囍氣逼人                     | 吳先生                 | 又名：喜氣逼人                   |
| 1997年 | 天生絕配                     | 大師兄                 |                                  |
| 1997年 | 忍者兵                       | 一元老師               |                                  |
| 1997年 | 火燒島之橫行霸道             | 吳西達                 |                                  |
| 1997年 | 黑獄斷腸歌之砌生豬肉         | 飛機木                 |                                  |
| 1998年 | 古惑仔情義篇之洪興十三妹     | 吹水達                 |                                  |
| 1998年 | 行運一條龍                   | 李老闆                 |                                  |
| 1999年 | 喜劇之王                     | 阿毛                   |                                  |
| 1999年 | 娛樂之王                     | 老闆                   |                                  |
| 2000年 | 真味小和尚                   | 東叔                   | 又名：真味小霸王、真味小廚王     |
| 2000年 | 聊齋花弄月之追魂物語         |                        |                                  |
| 2001年 | 情迷大話王                   | 吹水文                 |                                  |
| 2001年 | 少林足球                     | 明鋒                   |                                  |
| 2003年 | 野蠻小子                     | 賴大榮                 | 又名：新笑林小子之我最棒         |
| 2003年 | 來去少林                     | 張大科                 |                                  |
| 2005年 | 一石二鳥                     | 曾武了                 |                                  |
| 2005年 | 一石二鳥2                    |                        |                                  |
| 2006年 | 一石二鳥3                    |                        |                                  |
| 2007年 | 恭賀新禧                     |                        |                                  |
| 2008年 | 功夫灌籃                     | 吳師傅                 |                                  |
| 2010年 | 少年星海                     |                        |                                  |
| 2011年 | 蔡李佛拳                     | 陳皮                   |                                  |
| 2011年 | 大人物                       | 德叔                   |                                  |
| 2011年 | 夢路                         |                        |                                  |
| 2012年 | 與妻書                       |                        |                                  |
| 2012年 | 給野獸獻花                   |                        |                                  |
| 2012年 | 影子愛人                     |                        |                                  |
| 2013年 | 瘋狗是個傳說                 | 劉大師                 |                                  |
| 2013年 | 冠軍歌王                     | 吳發達                 | 男配角                           |
| 2013年 | 大片                         | 導演父親               |                                  |
| 2014年 | 香港仔                       | 鄭東                   | 男配角                           |
| 2014年 | 窃听风云3                    | 司徒光                 | 男配角                           |
| 2014年 | 十萬夥急                     | 朱月坡                 | 男配角                           |
| 2014年 | 我不是李小龍                 |                        | 男配角                           |
| 2015年 | 十萬夥急                     | 朱月坡                 | 男配角                           |
| 2016年 | 導火新聞線                   | 譚銳智（智叔）         |                                  |
| 2017年 | 毒。誡                       | 保叔                   |                                  |
| 2018年 | 新烏龍院之笑鬧江湖           | 長眉大師               |                                  |
| 2019年 | 流浪地球                     | 韓子昂                 |                                  |
| 2019年 | 一品爵爷                     | 十二贝勒爷             | 網絡電影                         |
| 2019年 | 万妖国                       | 國王                   | 網絡電影                         |
| 2020年 | 真假美猴王之大聖無雙         | 地藏老人               |                                  |
| 2021年 | 长安伏妖                     | 马三                   |                                  |
| 2021年 | 少林寺之得宝传奇             | 客商老者               | 客串，網絡電影                   |
| 2022年 | 大话西游之缘起               | 達叔                   | 網絡電影                         |
| 2022年 | 掃黑行動                     | 達叔                   | 遺作                             |
| 2023年 | 流浪地球2                    | 韓子昂                 | 遺作，以電腦合成的影像的形式客串 |
| 2024年 | 變體                         | 祝融博士               | 遺作，網絡電影                   |

### 電視節目（無綫電視）
- 1977－1978年：《歡樂今宵》

### 電視劇（無綫電視）
| 年代   | 劇名                                      | 角色             |
| 1975年 | 民間傳奇之洛神                            | 丁儀             |
| 1975年 | 民間傳奇之金葉菊                          | 隨從             |
| 1975年 | 民間傳奇之風塵三俠                        | 徐將軍           |
| 1975年 | 民間傳奇之十五貫                          | 崔書航           |
| 1975年 | 民間傳奇之蔣震卿片言得妻                  | 蔣震卿           |
| 1975年 | 民間傳奇之陳御史巧勘金釵鈿                | 魯學曾           |
| 1975年 | 民間傳奇之喬太守亂點鴛鴦譜                | 李榮             |
| 1975年 | 民間傳奇之香羅帶                          | 杜之秩           |
| 1975年 | 民間傳奇之秋翁遇仙記                      | 張彪             |
| 1975年 | 民間傳奇之呂蒙正                          | 和尚             |
| 1975年 | 民間傳奇之趙五娘                          | 李旺             |
| 1975年 | 創業興家                                  |                  |
| 1975年 | 宋江怒殺閻婆惜                            | 劉唐             |
| 1976年 | 三年零八個月                              | 日軍少尉         |
| 1976年 | 大江南北                                  | 雷金山           |
| 1976年 | 書劍恩仇錄                                | 蔣四根           |
| 1976年 | 無花果                                    | 史仲             |
| 1977年 | 陸小鳳之決戰前後                          | 卜匡             |
| 1978年 | 星期日首映之此情可待 星期日首映之霧水冤家 | 子俊 羅生        |
| 1978年 | 的士司機                                  | 李根基           |
| 1978年 | 孤家寡人                                  | William吳        |
| 1979年 | 楚留香                                    | 胡鐵花           |
| 1980年 | 風雲                                      | 周競生           |
| 1981年 | 流氓皇帝                                  | 鈍親王           |
| 1981年 | 千王群英會                                | 老貓             |
| 1981年 | 封神榜                                    | 武吉             |
| 1982年 | 七彩如来神掌                              | 于人杰           |
| 1983年 | 射鵰英雄傳之華山論劍                      | 彭長老           |
| 1983年 | 神鵰俠侶                                  | 陸莊主           |
| 1984年 | 鹿鼎記                                    | 罕貼摩           |
| 1984年 | 笑傲江湖                                  | 黃鍾公           |
| 1984年 | 青鋒劍影                                  |                  |
| 1984年 | 新紮師兄                                  | 葉昌華           |
| 1984年 | 楚留香之蝙蝠傳奇                          | 楊紹雄           |
| 1984年 | 五虎將                                    | 洪正鋒           |
| 1985年 | 武林世家                                  |                  |
| 1985年 | 光怪陸離                                  |                  |
| 1985年 | 碧血劍                                    | 皇太極           |
| 1985年 | 楚河漢界                                  | 呂公             |
| 1985年 | 大廈                                      |                  |
| 1985年 | 楊家將                                    | 方丈了法         |
| 1985年 | 新紮師兄續集                              | 葉昌華           |
| 1986年 | 遁甲奇兵                                  |                  |
| 1986年 | 陸小鳳之鳳舞九天                          | 獨眼龍           |
| 1986年 | 神劍魔刀                                  | 沈壽             |
| 1986年 | 黃金十年                                  | 田繼光           |
| 1986年 | 倚天屠龍記                                | 鐵冠道人         |
| 1986年 | 薛剛反唐                                  | 新唐國國王       |
| 1986年 | 流氓大亨                                  | 赵忠良           |
| 1987年 | 工字打出頭                                | 李勝             |
| 1987年 | 男兒本色                                  | 餘威             |
| 1987年 | 生命之旅                                  | 谷兆和           |
| 1987年 | 書劍恩仇錄                                | 周仲英           |
| 1988年 | 南拳蔡李佛                                |                  |
| 1988年 | 大都會                                    |                  |
| 1988年 | 無名火                                    | 李發             |
| 1988年 | 絕代雙驕                                  | 鐵戰             |
| 1988年 | 太平天國                                  | 韓寶英二叔       |
| 1988年 | 兵權                                      | 劉承祐           |
| 1989年 | 摩登小寶                                  |                  |
| 1989年 | 蓋世豪俠                                  | 古艷陽 / 古峰    |
| 1989年 | 豪情                                      | 毛堅             |
| 1989年 | 他來自江湖                                | 何小英（何英彪） |
| 1990年 | 茶煲世家                                  | 阿達             |
| 1990年 | 失職丈夫                                  | 寧日照           |
| 1990年 | 水鄉危情                                  | 羅達             |
| 1990年 | 鐵窗雄淚（電視電影）                      | 老囚犯-文長      |
| 1992年 | 羣星會（電視電影）                        | 肥仔達           |

### 電視劇（其他）
| 年代   | 劇名                        | 角色              | 備註                    |
| 1975年 | 獅子山下之深淵              | 勝仔              |                         |
| 1975年 | 獅子山下之遠水近火          | 坪洲漁民          |                         |
| 1975年 | 獅子山下之他的下半生        | 李德生            |                         |
| 1975年 | 獅子山下之法新              | 王彪              |                         |
| 1981年 | 廉政先鋒之禿鷹行動          | 劉昌              |                         |
| 1997年 | 京都神探                    | 张迷糊            | 又名：妙探叮叮当        |
| 2000年 | 新梁山伯祝英台              | 丁程雍            |                         |
| 2000年 | 絕色雙嬌                    | 秦中玉            | 台譯：偷龍轉鳳          |
| 2000年 | 陳夢吉傳奇                  | 方唐鏡            | 又名：天王狀師          |
| 2001年 | 小寶與康熙（TVB、港台合拍） | 海大富            | 台譯：鹿鼎記            |
| 2001年 | 新楚留香（台灣）            | 司空摘星          |                         |
| 2001年 | 九歲縣太爺                  | 陳青雲            |                         |
| 2002年 | 滄海遊龍                    | 高尚              |                         |
| 2003年 | 絕色雙嬌續集皇后進宮        | 秦中玉            | 台譯：偷龍轉鳳2皇后進宮 |
| 2003年 | 醉拳                        | 聶三陽            |                         |
| 2003年 | 妙手神捕俏佳人              | 金必多（遊雲）    |                         |
| 2004年 | 少年大欽差                  | 乾隆帝、陳青雲    |                         |
| 2004年 | 邊城小子（台灣）            | 一點紅            |                         |
| 2005年 | 功夫狀元                    | 蘇保              |                         |
| 2005年 | 肥姐掛帥                    | 路青雲            |                         |
| 2006年 | 白色巨塔（台灣）            | 唐國泰            |                         |
| 2007年 | 大約在冬季                  | 顧小凡之父-顧文軒 |                         |
| 2007年 | 戀愛兵法（中韓合拍）        | 金正浩            |                         |
| 2007年 | 廚緣                        | 梁世寬            |                         |
| 2010年 | 新安家族                    | 許善夔            |                         |
| 2010年 | 歡喜婆婆俏媳婦              | 鐵木爾            |                         |
| 2010年 | 流氓校長（台灣）            | 江上              |                         |
| 2011年 | 大捕房                      | 包打聽            |                         |
| 2011年 | 船来船往                    | 鮑魚佬            |                         |
| 2012年 | 屌丝男士2                   |                   | 客串                    |
| 2013年 | 辣媽俏爸                    | 金桂祥            |                         |
| 2013年 | 我家有個趙大咪              | 李廣財            |                         |
| 2014年 | 冲天炮                      |                   |                         |
| 2014年 | 鲜花盛开的村庄              |                   |                         |
| 2014年 | 十月圍城                    | 區肇新            |                         |
| 2014年 | 布袋和尚新传                | 张重天            |                         |
| 2015年 | 神医传奇                    | 葛根              |                         |
| 2016年 | 有倉出租                    | 達叔              | 第二集                  |
| 2017年 | 反黑                        | 豬油              | 網絡劇                  |
| 2018年 | 新万家灯火                  | 严标准            |                         |

## 獎項
| 年份   | 頒獎典禮               | 獎項       | 影片           | 結果 |
| ------ | ---------------------- | ---------- | -------------- | ---- |
| 1991年 | 第10屆香港電影金像獎   | 最佳男配角 | 天若有情       | 獲獎 |
| 1991年 | 第10屆香港電影金像獎   | 最佳男配角 | 賭聖           | 提名 |
| 1992年 | 第11屆香港電影金像獎   | 最佳男配角 | 逃學威龍       | 提名 |
| 2015年 | 第34屆香港電影金像獎   | 最佳男配角 | 香港仔         | 提名 |
| 2017年 | 第36屆香港電影金像獎   | 最佳男配角 | 導火新聞線     | 提名 |
| 1993年 | 第30屆金馬獎           | 最佳男配角 | 異域之末路英雄 | 提名 |
| 2014年 | 第51屆金馬獎           | 最佳男配角 | 香港仔         | 提名 |
| 2015年 | 第15屆華語電影傳媒大獎 | 最佳男配角 | 香港仔         | 提名 |
| 2007年 | 第42屆金鐘獎           | 最佳男配角 | 白色巨塔       | 提名 |

## 备注
1. 1 2 3  出生年存在1951年[1]、1952年[2]、1953年[3][4]等多个不同说法。据《明报》向其好友田啟文求证，吳孟達出生于1952年1月2日[3]。
2. ↑  據吳孟達在香港電台於2015年5月3日播出的廣播節目《電視風雲半世紀》訪問中提到，他加入訓練班的那年，即1973年年屆21歲，將近22歲。因此其出生年份為1952年。而非外界所指的1951年或1953年。

## 外部連結
- 吳孟達的Facebook專頁
- 吳孟達的新浪微博
- 吳孟達在互联网电影资料库（IMDb）上的資料（英文）
- 吳孟達在香港影庫上的簡介
- 吳孟達在时光网上的簡介（简体中文）
- 吳孟達在豆瓣上的资料（简体中文）
- 吳孟達：中文電影資料庫 （页面存档备份，存于）